# レオンハルト・ラウヴォルフ

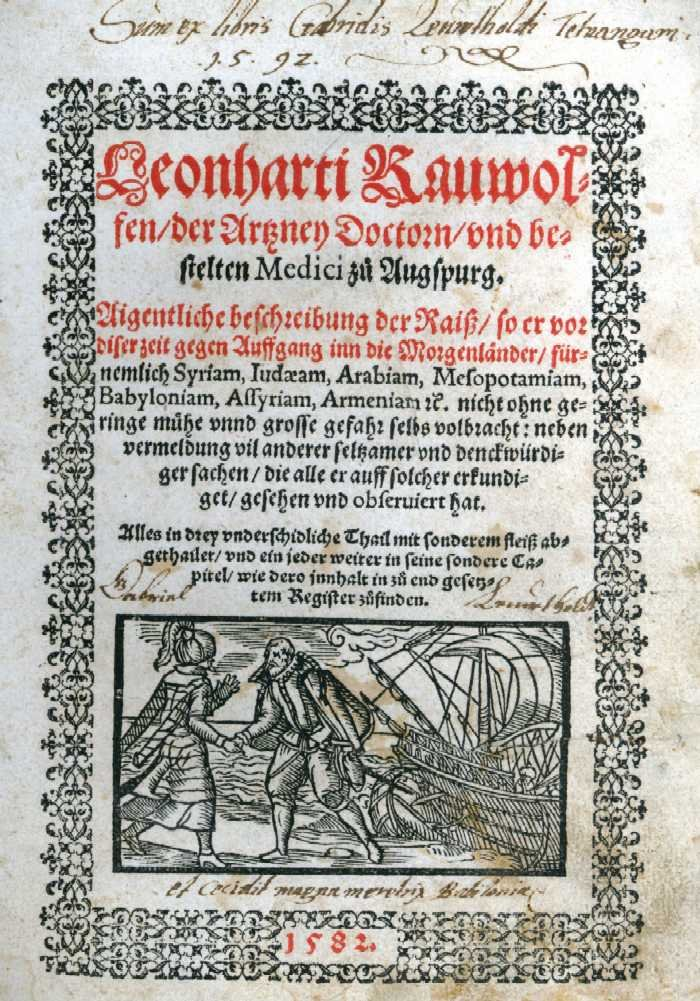
著書の表紙

レオンハルト・ラウヴォルフ（Leonhard Rauwolf または Leonhart Rauwolff、1535年6月15日 - 1596年9月15日）は、ドイツの医師、植物学者である。1573年から1575年の間、レバント、メソポタミアなどの近東を薬用植物の採集のために旅し、記録を執筆した。

## 生涯
初めヴィッテンベルク大学で学び、その後、南フランスのモンペリエ大学、ヴァランス大学（Université de Valence）で、ギヨーム・ロンドレに学び、有名な植物学者、カロルス・クルシウスを訪れた。1565年に故郷のアウクスブルクで医師を開業し、結婚した。薬草園を経営し、レバノンから薬草を輸入していた義理の兄、マンリッヒ（Melchior Manlich）の要望で、新しい植物や薬を探すために中東への旅することになった。フランスのマルセイユを1573年に出発し、レバノンのトリポリに向かった。トリポリからアレッポに向かい、しばらく留まった後、1574年にバグダードとモースルを訪れ、1575年にエルサレム、アレッポ、トリポリを経て1576年にアウクスブルクに戻った。近世のヨーロッパの植物学者としては初めて、シリアとメソポタニアを訪れた人物となった。帰国した後、本草書"Viertes Kreutterbuech -- darein vil schoene und frembde Kreutter … einegelegt unnd aufgemacht worden …"を執筆した。
植物学の調査の他に、現地の人々や習慣やレバントの風景に関する感想を記録し1582年にドイツ語で"Aigentliche Beschreibung der Raisz, so er vor diser zeit gegen Auffgang inn die Morgenländer … selbs volbracht …"を執筆し、これは1693年に英語訳され、"Dr. Leonhart Rauwolf's Travels into the Eastern Countries" としてジョン・レイが編集した旅行記のコレクションの一冊として出版された。オランダ語にも訳された。ラウヴォルフはヨーロッパで初めてコーヒーを飲む習慣について記述し、「まるでインクのように黒いChaubeという飲み物が、特に胃の病気に有効であり、早朝、できるだけ熱くして陶器のコップからすばやくすすられる」と紹介した。またトリポリの人々の食生活についても紹介した。
1588年にアウクスブルクの指導者たちがカトリックに改宗したが、ラウヴォルフはプロテスタントにとどまり、リンツに移り市の医師として8年間働いた。1596年にハンガリーでオスマン帝国との戦いに参加した軍に加わり、ヴァイツェンで没した。
キョウチクトウ科の属名、インドジャボク属 Rauvolfiaなどに献名されている。